# 岩手県道42号戸呂町軽米線
岩手県道42号戸呂町軽米線（いわてけんどう42ごう へろまちかるまいせん）は、岩手県久慈市山形町戸呂町から九戸郡軽米町上舘に至る県道（主要地方道）である。

## 概要
久慈市から二戸市方面へのメインルートとして早くから改良工事が行われたが、特に2002年（平成14年）には東北新幹線が八戸駅まで延伸されたことにより軽米町蛇口および円子地内において大幅なルート変更を実施。八戸自動車道九戸インターチェンジ方面へつながるバイパスが本線となり、円子小学校方面への旧ルートは町道に指定替えされた。久慈と二戸を結ぶ路線バス「スワロー号」が当線および県道24号を経由している。
なお、軽米町中心部の蓮台野橋西交差点と軽米バイパス東口交差点までの間は、国道395号の旧道である。

### 路線データ
- 実延長：25,617.2m
- 起点：久慈市山形町戸呂町第11地割（国道281号交点）
- 終点：九戸郡軽米町大字上舘第15地割（国道395号交点・軽米バイパス東口）

## 歴史
- 1959年（昭和34年）3月31日 - 県道に認定される。
- 1993年（平成5年）5月11日 - 建設省から主要地方道戸呂町軽米線の指定を受ける[1]。
- 2001年（平成13年）12月21日 - 宮沢工区（蛇口バイパス）が開通する。

## 路線状況

### 重複区間
- 久慈市山形町戸呂町第7地割 - 久慈市山形町戸呂町第4地割：岩手県道292号大野山形線
- 軽米町大字円子第11地割 - 軽米町大字円子第2地割：岩手県道22号軽米九戸線

## 地理

### 通過する自治体
- 久慈市
- 九戸郡軽米町

### 交差する道路
- 国道281号（久慈市山形町戸呂町第11地割）
- 岩手県道292号大野山形線・大野方面（久慈市山形町戸呂町第7地割）
- 岩手県道292号大野山形線・日野沢方面（久慈市山形町戸呂町第4地割）
- 岩手県道22号軽米九戸線・九戸方面（軽米町大字円子第11地割）
（県道22号重複区間）
- 岩手県道22号軽米九戸線・小軽米方面（軽米町大字円子第2地割）
- 国道395号（軽米町大字上舘第15地割）